# St. Nikolaus (Klein-Steinheim)

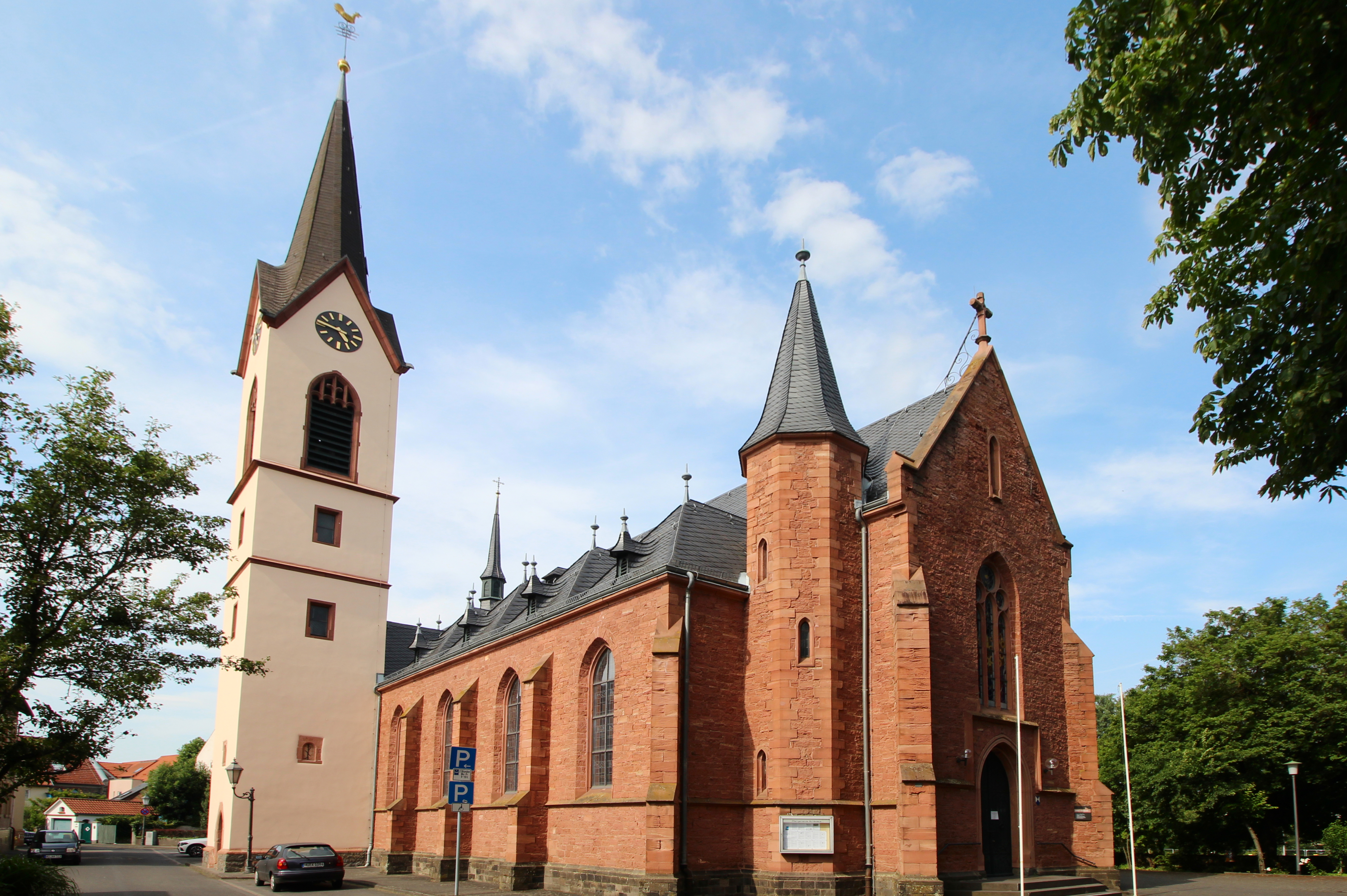
St. Nikolaus (Klein-Steinheim)

Die römisch-katholische, denkmalgeschützte Pfarrkirche St. Nikolaus steht in der Ortslage Klein-Steinheim des Ortsteils Steinheim der Stadt Hanau im Main-Kinzig-Kreis in Hessen. Die Kirchengemeinde gehört zum Pastoralraum Mainbogen der Region Mainlinie im Bistum Mainz.

## Beschreibung
Nach Abbruch des mittelalterlichen Vorgängerbaus wurde die nordsüdlich orientierte neugotische Hallenkirche nach einem Entwurf von Georg Gottlieb Schneller unter Einbeziehung der unteren Geschosse des mittelalterlichen Kirchturms im Westen und des rechteckigen Chors, der jetzt als Sakristei dient, 1892/93 erbaut. Das steinsichtige Langhaus wird von Strebepfeilern gestützt. Im Norden schließt sich an das Langhaus der eingezogene Chor mit einem dreiseitigen Abschluss an. In der Südwestecke des Langhauses steht ein Treppenturm. Der verputzte Kirchturm im Westen seitlich des Langhauses wurde 1930 aufgestockt. Sein oberstes Geschoss beherbergt die Turmuhr und den Glockenstuhl. Bedeckt ist der Turm mit einem achtseitigen, spitzen, schiefergedeckten Helm. 
Das Mittelschiff des Langhauses ist mit einem Tonnengewölbe überspannt. Von dem 1892 geschaffenen Hochaltar sind lediglich die vier Reliefs mit der Darstellung des Abendmahls, des Wunders von Kanaan, der Anbetung der Könige und der Kreuztragung erhalten. 1951 wurden Glasmalereien vom Derix Glasstudio nach Entwürfen von August Peukert eingebaut. Die von Oberlinger Orgelbau 1994 gebaute Orgel mit 30 Registern auf zwei Manualen und Pedal wurde hinter  den Prospekt der Vorgängerorgel von Martin Joseph Schlimbach aus dem Jahr 1897 gebaut.